# Сирони, Марио
Марио Сирони (итал. Mario Sironi; 12 марта 1885, Сассари, Сардиния — 13 августа 1961, Милан, Ломбардия) — итальянский художник: живописец, скульптор, архитектор, книжный график, художник монументального искусства и сценограф. Один из зачинателей итальянского футуризма и движения новеченто.

## Биография
Марио Сирони родился в семье Энрико (1847—1898) и Джулии Вилла (1860—1943), и был вторым из шести детей. Это была семья архитекторов, живописцев и музыкантов. Его дед по материнской линии, Иньяцио Вилла (1813—1895) из Милана, скульптор и учёный, построил в 1850—1852 годах «Красный дом» (Casa Rossa) во Флоренции, замечательный образец итальянской неоготики. Его дядя по отцовской линии Эудженио Сирони (1828—1894), сводный брат Энрико, является автором Палаццо делла Провинция ди Сассари (Palazzo della Provincia di Sassari, 1873—1880). Его отец Энрико в 1873 году получил диплом инженера и работал в Сассари и Риме. Мать, Джулия Вилла, с которой художник всегда будет очень близок, училась пению, а её сестра Кристина была пианисткой.
Обучение Сирони проходило в Риме, куда семья переехала через год после его рождения. После безвременной кончины отца в 1898 году, Марио Сирони учился на инженерном факультете Римского университета. В свободное время читал Шопенгауэра, Ницше, Гейне, Леопарди, французских романистов, учился игре на фортепиано, предпочитая музыку Р. Вагнера, и увлёкся рисованием.
Вскоре он покинул университет и поступил в «Свободную школу обнажённой натуры» (Scuola Libera del Nudo) на Виа ди Рипетта. В этот период он познакомился с будущими основоположниками итальянского футуризма Филиппо Маринетти, Джино Северини и Умберто Боччони, с которыми его связали узы дружбы на долгие годы. В 1906 году художник уехал с У. Боччони в Германию и Францию.
В 1906 году Марио Сирони прибыл в Париж, где испытал воздействие дивизионизма. Летом 1908 года и в течение нескольких месяцев 1910—1911 годов Сирони был в Эрфурте в гостях у своего друга-скульптора Феликса Танненбаума.
В 1914 году Марио Сирони принял участие в «Свободной международной выставке футуристов» (Libera Esposizione Internazionale Futurista) в Риме, организованной галеристом Джузеппе Спровиери. В 1915 году ненадолго переехал в Милан, где сотрудничал с журналом «События» (Gli Avvenimenti) и стал одним из главных представителей итальянского футуризма. В начале войны Сирони записался в батальон добровольцев-велосипедистов, в котором также служили Боччони, Маринетти, Сант-Элиа, Фуни, Руссоло, а в декабре подписал футуристический манифест «Итальянский проект» (L’proglio italiano).
В марте 1919 года Марио Сирони вернулся в Рим. Он участвовал в Большой национальной выставке футуристов, выставив пятнадцать работ, в основном, посвящённых теме войны. В июле состоялась его первая персональная выставка в Риме.
Тогда же он женился на Матильде Фаббрини, от которой у него родятся две дочери: Аглая в 1921 году и Россана в 1929 году. Сирони сблизился с фашистской идеологией, о чём вспоминал Маринетти в октябре 1919 года на собраниях Миланской организации фашистов (Fascio milanese).
Помимо живописи Марио Сирони занимался книжной иллюстрацией: с 1922 года по 25 июля 1943 года он работал главным иллюстратором газеты «Народ Италии» (Il Popolo d'Italia), основанной Бенито Муссолини. Он рисовал карикатуры на антифашистов, оформлял обложку и содержание иллюстрированного журнала «Il Popolo d’Italia». С 1922 года в течение почти двадцати лет он иллюстрировал и оформлял обложку ежемесячного журнала «Иерархия» (Hierarchy), также созданного Муссолини. На протяжении всего периода режима Сирони был «главным создателем и пропагандистом фашистского стиля даже на выставках».
В декабре 1922 года в Милане была образована группа художников «Наши девятисотые» (Nostro Novecento), задуманная как альтернатива футуризму и инициировавшая «возвращение к порядку». В группу вошли семь художников: Ансельмо Буччи, Леонардо Дудревилль, Джан-Эмилио Малерба, Пьетро Маруссиг, Марио Сирони, Убальдо Оппи, Акилле Фуни.
Новое движение, воодушевленное Маргеритой Сарфатти основывалось на идеях своеобразного «современного классицизма» и на художественных формах, «прекрасных сами по себе». В 1924 году Сирони участвовал с группой «Новеченто» в Венецианской биеннале, но его присутствие осталось почти незамеченным.
С 1925 года Марио Сирони вошел в состав Руководящего комитета и участвовал в национальных и международных выставках группы «Mostra del Novecento Italiano» в Париже, в 1927 году в Женеве, Цюрихе, Амстердаме, Гааге; в 1929 году в Милане на II выставке Италии XX века и на выставках в Ницце, Женеве, Берлине, Париже; в 1930 году в Базеле, Берне, Буэнос-Айресе; в 1931 году в Стокгольме, Осло и Хельсинки.
В 1932 году Сирони, совместно с художниками Энрико Прамполини и Джерардо Доттори, принял участие в организованной в Риме грандиозной «Выставке фашистской революции» (Mostra della Rivoluzione Fascista). В годы правления в Италии фашистского режима Марио Сирони пользовался покровительством властей и выполнял многочисленные заказы по монументальной настенной росписи, создавал мозаики и барельефы. После Второй мировой войны работы художника экспонировались на выставках современной живописи Документа I, II и III в Касселе (соответственно в 1955, 1959 и 1964 годах).
В 1956 году Марио Сирони был избран в Академию Святого Луки. Тем временем его здоровье ухудшилось из-за прогрессирующего артрита. В августе 1961 года он был госпитализирован в Милане и умер через несколько дней, 13 августа.

## Творчество
В произведениях Марио Сирони 1917—1918 годов ощущается влияние метафизической живописи Джорджо де Кирико и Карло Карра. Первая персональная выставка художника прошла в 1919 году в «Каза д’арте Брагалья» (Casa d’arte Bragaglia) — единственном существовавшем тогда в Италии футуристическом художественном салоне. Эта выставка была освящена в журнале «Пластические ценности» (Valori Plastici) и подвергнута резкой критике.
В 1916 году появились первые похвальные комментарии творчества Марио Сирони: Боччони, который определяет рисунки Сирони как «исключительно оригинальное и мощное художественное явление»; Маргериты Сарфатти, которая подчёркивает «искусство синтеза и крайнего упрощения».
С 1920 года художник постепенно отходил от футуристического искусства. В том же году, совместно с Леонардо Дудревиллем, Акилле Фуни и Луиджи Руссоло опубликовал манифест «Против любого повторения в живописи» (Contra tutti i ritorni in pittura).
В период 1927—1931 годов Сирони писал критические статьи в газете «Il Popolo d’Italia». Его картины этого периода отличаются жёсткой манерой и огрублением форм, сближающих его творчество с экспрессионизмом.
Он всё более внимания уделял монументальным работам. Настенная живопись для него — не просто техника, а радикально особый способ (древний и классический, но также новый и фашистский) выражения, не зависящий от индивидуального владения и частного коллекционирования, как он сам говорил, «социальный по преимуществу». Это искусство, которое меняет значение рынка и выставок (стена не может быть продана или выставлена (если только в эфемерной форме) и стимулирует государственных заказчиков. Наконец, это искусство, «которое побуждает художников соревноваться с высокими и мощными темами и с новой концепцией пространства, способствующей преодолению интимизма».
Марио Сирони обобщил свои мысли о монументальном искусстве в двух программных текстах: «Настенная живопись» («Il Popolo d’Italia», 1 января 1932) и «Манифест настенной живописи», также подписанном Кампильи, Карра и Фуни («Колонна», декабрь 1933). В течение всего десятилетия Сирони работал над серией монументальных работ, в которых, преодолев увлечение экспрессионизмом, использовал строгую композицию, «управляемую до-ренессансной пространственностью и перспективой». В 1932 году он создал два горельефа для Дома фашистских союзов (la Casa dei Sindacati Fascisti) в Милане.
В 1934 году М. Сирони вместе с Дж. Терраньи участвовал в конкурсе на оформление Палаццо дель Литторио в Риме рельефами и росписями. Во второй половине десятилетия он написал фреску «Италия среди искусств и наук» в Aктовом зале Римского университета (1935); а также создал мозаику L’Italia corporativa (1936—1937, ныне в Палаццо деи Джорнали, Милан); фрески в Ка 'Фоскари в Венеции (1936—1937); мозаику «Правосудие между законом, силой и истиной» для Палаццо ди Джустиция в Милане (1936—1939); два больших барельефа для Парижской Всемирной выставки 1937 года; витраж Благовещения для церкви больницы Нигуарда в Милане (1938—1939). В 1939 году он разработал скульптурные композиции для конкурса Дантеума в рабочей группе под руководством Терраньи. В период с 1939 по 1942 год он сотрудничал с Муцио в Палаццо-де-Пополо д’Италия, выполняя украшения фасада и некоторых интерьеров. В 1934 году в Зале авиации Великой войны на выставке ВВС Италии; в 1935 году Зала почета Всероссийской спортивной выставки; в 1936 году в павильоне Fiat на Миланской торговой ярмарке и многое другое.
Марио Сирони выполнял декорации и костюмы для театра («Тристан и Изольда» для Ла Скала в Милане, 1947; I Lombardi alla Prima Crociata, 1948, и Дон Карлос, 1950, для Театро Комунале во Флоренции; Медея, 1949, для Римского театра в Остии).

## Галерея
- Композиция. Конец 1940-х гг.
- Композиция, или «Композиция и фигуры». 1957
- Фашистская работа. 1936—1937). Мозаика в Палаццо-дель-Пополо-д'Италия. Пьяцца Кавур, Милан (ныне Палаццо-дель-Информациа)
- Мозаика в Палаццо-дель-Пополо-д'Италия. Деталь